# Ready Cool
Ready Cool je hrvatski funk sastav iz Korčule. 

## Povijest
Sastav neprekidno djeluje otkad je osnovan 1995. godine kao Ready Cool Institute. Kasnije su promijenili ime u Ready Cool Band odnosno Ready Cool. 
Prvih godina su nastupili i u HTV-ovoj glazbenoj emisiji Zlatni gong pod imenom Ready Cool Institute, izvevši svoj ondašnji lokalni hit 11 i po uri.
1997. su sudjelovali na Marko Polo festu.
1998. godine su nastupili na Dori s pjesmom Život iza ponoći.
1999. su nastupili na 2. festivalskoj večeri (Večer modernog vala) Festivalu zabavne glazbe u Splitu pod imenom Ready Cool, izvodeći skladbu More.
2000. godine su nastupili na splitskom Festivalu zabavne glazbe pod imenom Mirej & Ready Cool, a izveli su skladbu Na mojim rukama.
2008. godine su gostovali na sarajevskom Prvom festivalu club bandova u City Pubu, koji se održao u sklopu festivala Sarajevska zima.

## Diskografija
- Ready Cool (videospot)
- Ribar (videospot)
- 11 i po uri (videospot)
- Never forget you
- More
- Na mojim rukama
- Promo CD EP, samizdat, 1997.

## Vanjske poveznice
- Diskografija.com Ready Cool
- Diskografija -Cromusic  Arhivirana inačica izvorne stranice od 21. kolovoza 2008. (Wayback Machine)
- iKorcula.net Fotografija sastava